# ديفيد ريتشي (سياسي)
ديفيد ريتشي هو محامي وقاضي وسياسي أمريكي، ولد في 19 أغسطس 1812 في كانونسبرغ في الولايات المتحدة، وتوفي في 24 يناير 1867. نشط حزبياً في الحزب الجمهوري. وقد انتخب عضو مجلس النواب الأمريكي ‏.